# Billy Hutchinson (cầu thủ bóng đá, sinh năm 1870)
William Hutchinson (tháng 7 năm 1870 - tháng 7 năm 1943) là một cầu thủ bóng đá người Anh thi đấu ở Football League cho Stoke.

## Sự nghiệp
Hutchinson sinh ra ở Stoke-upon-Trent và từng thi đấu cho Fenton Red Star trước khi gia nhập Stoke năm 1888. Ông chỉ có một trận ra sân cho Stoke ở Football League là thất bại 2-1 trên sân khách trước Derby County vào tháng 1 năm 1889. Ông gia nhập đội bóng Football Alliance Long Eaton Rangers cuối mùa giải.

## Thống kê sự nghiệp
| Câu lạc bộ          | Mùa giải            | Giải quốc nội       | Giải quốc nội | Giải quốc nội | Cúp FA  | Cúp FA    | Tổng    | Tổng      |
| Câu lạc bộ          | Mùa giải            | Hạng đấu            | Số trận       | Bàn thắng     | Số trận | Bàn thắng | Số trận | Bàn thắng |
| ------------------- | ------------------- | ------------------- | ------------- | ------------- | ------- | --------- | ------- | --------- |
| Stoke               | 1888-89             | The Football League | 1             | 0             | 0       | 0         | 1       | 0         |
| Tổng cộng sự nghiệp | Tổng cộng sự nghiệp | Tổng cộng sự nghiệp | 1             | 0             | 0       | 0         | 1       | 0         |